# Seven Seas of Rhye
Pour les articles homonymes, voir Seven Seas.
Singles de Queen
Liar
(1974) Killer Queen / Flick Of The Wrist
(1974)
Seven Seas of Rhye est une chanson du groupe de rock britannique Queen, principalement écrite par Freddie Mercury, dont Brian May a contribué au second pont de huit mesures, bien que Mercury soit officiellement crédité comme auteur de la chanson. Elle sort en single en 1974, extraite de l'album Queen II. Une version instrumentale rudimentaire avait déjà été publiée sur le premier album studio du groupe, Queen, en 1973.

## Caractéristiques
Initialement, Seven Seas of Rhye était  clôturant leur premier album. Une version étendue, prévue pour être incluse sur Queen II a été publiquement mise en avant quand le groupe s'est vu offrir une soudaine chance pour apparaître dans l'émission Top of the Pops en février 1974 et qui a appuyé le single seulement deux jours plus tard. Le titre marque leur première entrée dans les charts après avoir gagné du temps d'antenne sur BBC Radio 1, culminant à la dixième place des meilleures ventes de singles britanniques, ce qui persuade à son tour Freddie Mercury de continuer sa carrière avec Queen à temps plein.
La chanson n'a plus été interprétée en concert, après avoir été retirée du live set en 1976, jusqu'au Works Tour en 1984, où elle est intégrée dans la liste des titres interprétés durant la tournée.
Ce premier succès apparaît sur Greatest Hits, première compilation du groupe sortie en 1981.

## Classement
| Classement (1974)              | Meilleure place |
| ------------------------------ | --------------- |
| Royaume-Uni (UK Singles Chart) | 10              |

## Crédits
- Freddie Mercury : chant principal, chœurs et piano à punaises
- Brian May : guitare électrique et chœurs
- Roger Taylor : batterie, tambourin et chœurs
- John Deacon : basse
- Roy Thomas Baker : stylophone